# سينثيا بي. لي
سينثيا بيلي لي (بالإنجليزية: Cynthia B. Lee)‏ هي محاضرة في علوم الكمبيوتر بجامعة ستانفورد من مدينة بالو ألتو في كاليفورنيا. تجلّت اهتماماتها البحثية في علم أصول تدريس علوم الكمبيوتر واستراتيجية الصف المعكوس المستخدمة في التعليم. وقد دعت إلى زيادة مشاركة النساء والأقليات في علوم الكمبيوتر، وهي معروفة أيضًا بترويج النقاشات التي يدور موضوعها حول الإيمان والأخلاق والثقافة التكنولوجية. لم يؤثر عملها على حياتها الشخصية، فتزوجت وأنجبت طفلان.

## التعليم والخبرة العملية
حصلت لي على درجة البكالوريوس في عام 2001 ودرجة الماجستير في عام 2004 في علوم الكمبيوتر من جامعة كاليفورنيا في سان دييغو. درست لي تطبيقات البيانات الكبيرة للحوسبة المتوازية والحوسبة الموزعة عالية الأداء لدراساتها العليا أيضًا في جامعة كاليفورنيا في سان دييغو، وتخرجت مع شهادة الدكتوراه في عام 2009 وكان مستشارها آلان سنافيلي.
أمضت صيفها من عام 1996 إلى عام 1998 كمتدربة في مركز أبحاث ناسا أميس، وعملت مع محرك بحث وتوثيق وإدارة ناشئة يُدعى موهوماين من عام 1999 إلى عام 2002. بدأ كل من لي وبيث سيمون موقعًا تعليميًا يدعى إرشادات النظير لعلوم الكمبيوتر في آذار/مارس في عام 2012، والذي يوفر الدعم لمدرّسي علوم الكمبيوتر الذين يرغبون في استخدام أفكار إستراتيجية الصف المعكوس.

## نشاط المرأة في التكنولوجيا
لطالما كانت لي صريحة بشأن القضايا التي تواجه النساء والأقليات في التكنولوجيا. كتبت إرشادات للمدربين الآخرين في قسمها لمساعدتهم في تعزيز مجتمع أكثر شمولاً، بما في ذلك استخدام لغة وأمثلة محايدة جنسيًا. شجعت المدرّسين على إعطاء مزيد من التشجيع والاهتمام للنساء والأقليات.
لي هي عضو في كنيسة يسوع المسيح لقديسي الأيام الأخيرة، وتحدثت في حفل أقيم في قديسي الأيام الأخيرة في ستانفورد مشجعةً الطلاب على تذكر احتياجات الناس خارج اجتماعات عملهم، واستخدمت الملكة إستير كمثال على شخص كان إلى جانب أفراد يمتلكون قوة أقل مما كانت هي تملك. استضافت لي أيضًا ورشة عمل للترميز للشابات والفتيات في كنيسة قديسي الأيام الأخيرة.